# Julia Klöckner
Julia Klöckner (Bad Kreuznach, Renania-Palatinado, 16 de diciembre de 1972) es una política alemana, miembro de la Unión Demócrata Cristiana (CDU). Desde el 25 de marzo de 2025 es presidenta del Bundestag alemán. Entre 2018 y 2021 ejerció el cargo de ministra de Agricultura y Alimentación. Desde 2002 es miembro del Bundestag por Renania-Palatinado.

## Infancia y formación académica
Klöckner creció en una familia de viticultores en Guldental. Después de completar su Abitur en 1992 en el Gymnasium an der Stadtmauer en Bad Kreuznach, estudió ciencias políticas, teología católica y pedagogía en la Universidad Johannes Gutenberg de Maguncia, obteniendo su maestría en 1998.
Durante sus estudios, trabajó como profesora de educación religiosa en una escuela primaria en Wiesbaden y más tarde como periodista independiente. En 1995, fue elegida Reina del Vino Alemán, lo que la llevó a representar la industria vitivinícola alemana tanto a nivel nacional como internacional. 

## Carrera política

### Inicio
En 1996, Klöckner se incorporó a la Unión Joven (JU), la Unión de Mujeres (FU), la Unión Demócrata Cristiana (CDU), la Unión Europea y los Jóvenes Europeos Federalistas. En 2001, pasó a ser integrante de la junta local de la JU en Bad Kreuznach, puesto que desempeñó hasta 2007. Ese mismo año, también se unió a la junta local (a nivel distrital) de la CDU en Bad Kreuznach.
En 2002, Klöckner ingresó al Comité Regional de Política de Seguridad y Fuerzas Armadas y al Ejecutivo Regional de la JU de Renania-Palatinado, donde permaneció hasta 2007.

### Miembro del Bundestag

#### Primer mandato (2002-2005)
En octubre de 2002, tras los comicios federales alemanes de ese año, Klöckner ingresó al Bundestag, a través de la lista estatal de Renania-Palatinado, luego de obtener un 7% menos que su adversario del SPD, Fritz-Rudolf Körper, en el mandato uninominal de Kreuznach.
El 14 de noviembre de 2002, Klöckner fue designada como una de las secretarias de las sesiones plenarias del Bundestag. Además, se incorporó al consejo de administración de la Agencia Federal de Educación Cívica. Más adelante, pasó a formar parte del Comité de Protección al Consumidor, Alimentación y Agricultura, y también como miembro suplente del Comité de Derechos Humanos y Ayuda Humanitaria.
En 2003, se unió a la comisión de investigación sobre "Ética y derechos en la medicina moderna" y participó en sus subgrupos: "Ética en la investigación biocientífica y médica" y "Medicina de trasplantes". Asimismo, fundó un foro parlamentario sobre el vino y formó parte del grupo de trabajo multipartidista sobre hospicios y cuidados paliativos.
Klöckner también se integró al "Grupo Joven" del bloque parlamentario CDU/CSU en el Bundestag, donde desempeñó el cargo de vicepresidenta.

#### Segundo mandato (2005-2009)
En las elecciones federales de 2005, Klöckner logró el distrito electoral de Kreuznach para la CDU por primera vez en casi 50 años, obteniendo el 43,0 % de los votos en primera posición. El 15 de diciembre de 2005, fue reelegida como secretaria del Bundestag.
El 24 de enero de 2006, Klöckner fue seleccionada para integrar la junta directiva del grupo parlamentario CDU/CSU en el Bundestag. También fue miembro titular de la comisión de Protección al Consumidor y suplente en la comisión de Medio Ambiente, Conservación de la Naturaleza y Seguridad Nuclear. El 2 de junio de 2006, además, se incorporó al Consejo Asesor Parlamentario para el Desarrollo Sostenible. Asimismo, ejerció como vicepresidenta del Grupo Parlamentario de Amistad para las Relaciones con Bélgica y Luxemburgo.
El 23 de octubre de 2007, Klöckner fue elegida por unanimidad como vicepresidenta y, por ende, presidenta del grupo de trabajo sobre Alimentación, Agricultura y Protección al Consumidor del grupo parlamentario CDU/CSU, cargo que desempeñó hasta 2009.
En julio de 2008, Klöckner inició un mandato de dos años como presidenta del recién creado órgano de asesoramiento al consumidor de la Schufa, diseñado para defender los intereses en materia de protección al consumidor.

#### Tercer mandato (2009-2011)
En las elecciones federales de 2009, Klöckner fue reelegida como diputada por el mandato directo de Kreuznach/Birkenfeld, con el 47,0 % de los votos y una ventaja del 18 % sobre su contendiente del SPD. Durante las negociaciones para conformar un gobierno de coalición entre los Demócratas Cristianos (CDU/CSU) y el Partido Democrático Libre (FDP), formó parte de la delegación de la CDU/CSU en el grupo de trabajo sobre políticas ambientales, agrícolas y de protección al consumidor, encabezado por Ilse Aigner y Michael Kauch.
Tras la constitución del Parlamento de Renania-Palatinado el 18 de mayo de 2011, Klöckner renunció a su escaño en el Bundestag el 27 de mayo de ese mismo año.

#### Cuarto mandato (2021-2025)
En las elecciones federales del año 2021 fue elegida por la lista estatal tras no haber logrado el mandato directo de Kreuznach frente al candidato del SPD, Joe Weingarten, quien obtuvo cuatro puntos porcentuales de ventaja frente a Klöckner.

#### Quinto mandato (2025-)
Luego de las elecciones de 2025 y tras lograr una victoria en el mandato directo de Kreuznach desbancando al socialdemócrata Joe Weingarten por más de cinco puntos de ventaja. Klöckner fue la principal candidata de la CDU en Renania-Palatinado siendo la representante de la formación en debates regionales.

### Mimbro del Parlamento de Renania-Palatinado (2011-2018)
En las elecciones estatales de Renania-Palatinado de 2011 fue elegida por la circunscripción uninominal de Bad Kreuznach con una ventaja de casi diez puntos porcentuales respecto al segundo candidato.
En las elecciones estatales de 2016 logro volver a ganar el distrito, pero con una menor ventaja respecto al segundo candidato.

### Ministra de Agricultura (2018-2021)
Klöckner fue nombrada Ministra Federal de Alimentación y Agricultura el 14 de marzo de 2018, como parte del cuarto gabinete de Angela Merkel. Su gestión estuvo marcada por debates sobre sostenibilidad, bienestar animal, etiquetado de alimentos y políticas agrícolas.
Klöckner dejó el ministerio en diciembre de 2021 tras la llegada del nuevo gobierno de coalición liderado por Olaf Scholz (SPD) siendo sucedida por el verde Cem Özdemir.

### Presidenta del Bundestag (2025-)
En marzo de 2025 fue propuesta por el grupo parlamentario CDU/CSU como candidata a presidir el Bundestag alemán sucediendo a la socialdemócrata Bärbel Bas. Su nombramiento fue fuertemente criticado, ya que se le considero como una estrategia de cuota de género debido a que la cúpula de su grupo parlamentario era únicamente masculina.

## Vida personal
Klöckner estuvo en una relación con Helmut Ortner desde 2000 hasta 2017. En 2019, contrajo matrimonio con un comerciante de coches antiguos.